# Myriopholis blanfordi
Espèce
Synonymes
- Glauconia blanfordii Boulenger, 1890
- Leptotyphlops blanfordi (Boulenger, 1890)
- Glauconia laticeps Nikolsky, 1907
- Glauconia carltoni Barbour, 1908

Myriopholis blanfordi est une espèce de serpents de la famille des Leptotyphlopidae.

## Répartition
Cette espèce se rencontre en Iran, au Pakistan, en Afghanistan et en Inde. Sa présence en Arabie saoudite est incertaine.

## Description
Dans sa description Boulenger indique que les cinq spécimens en sa possession mesurent en moyenne 24 cm et sont de couleur brun clair.

## Étymologie
Cette espèce a été nommée en l'honneur de William Thomas Blanford.

## Publication originale
- Boulenger, 1890 : The Fauna of British India, Including Ceylon and Burma. Reptilia and Batrachia. p. 1-541 (texte intégral).